# Obloetsje
Obloetsje (Russisch: Облучье) is een stad in de Joodse Autonome Oblast in Rusland. De stad ligt aan de rivier Amoer, ongeveer 160 kilometer ten westen van de hoofdstad Birobidzjan. In 2005 had de stad ongeveer 11.000 inwoners. 
Obloetsje werd een belangrijke handelsstad na de aanleg van de Trans-Siberische spoorlijn, waarin de plaats een schakel vormde tussen de steden Tsjita en Vladivostok. Obloetsje is nu ook nog een halte langs deze spoorlijn. 
Tot 1914 heette de stad Sololi. 